# 陈伯衡
陈伯衡（1906年2月26日—1939年3月22日），原名宪璇，字伯衡，笔名行鱼，山东省汶上县西周村人。八路军将领。

## 生平
陈伯衡早年在外祖家读私塾。十六岁时，考入城内书院高小。毕业后，考入济南第一师范。1931年，考入北京大学经济系。1935年毕业后到济南齐光中学当教务主任。1937年，七七事变爆发，他在济南随流亡学生南撤，在路经汶上时，经刘启文、曹志尚等人介绍，决定留在汶上进行抗日救亡活动。
之后，陈伯衡两次去济宁找中共鲁西南工委负责人江明联系，要求派人加强领导。江明将刘星介绍给陈伯衡，他们在张场小学、战湾村召开会议，商讨武装起义。1938年2月5日，他们聚集到汶上县永安寺宣布起义，成立汶上县人民抗日自卫队。同年5月，被编为范筑先领导的第十支队挺进队，他出任队长。10月，部队与东平地方武装合编为十支队东进梯队，他出任司令员。12月，部队改编为八路军山东纵队六支队一团，他担任团长。1938年，东平县中共负责人万里派杜子俭到部队，帮助成立党组织。1939年春，陈伯衡经刘星、杜子俭介绍，加入了中国共产党。3月22日，六支队一团和115师686团在东平县郑海一带与日军交战（郑海战斗），陈伯衡中弹牺牲，年仅33岁。战斗结束后，中共鲁西区党委与115师司令部为他召开万人追悼大会。